# Barbara Morgenstern

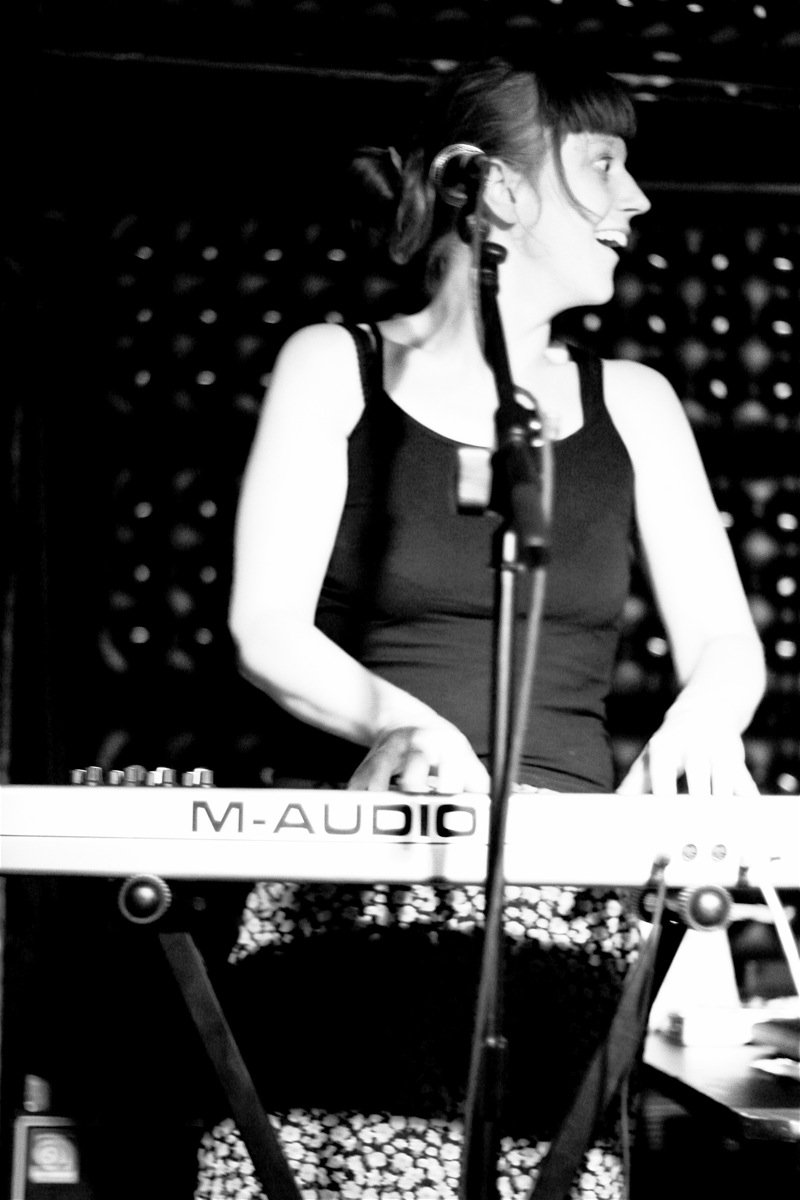
Barbara Morgenstern

Barbara Morgenstern (19 de marzo de 1971, Hagen) es una cantante y productora alemana de indietrónica.

## Biografía
En enero de 1996, bajo el pequeño sello discográfico berlínés Hausfrau Im Schacht, lanza su primera producción, Enter the partyzone. Al año siguiente, lanzaría Plastikrepor con la colaboración de Michael Muehlhaus (actualmente miembro del grupo Blumfeld). Durante el invierno de 1998, comienza un tour por toda Alemania junto a su banda compuesta en ese entonces por Christian Obermaier en percusión, quién en la actualidad forma parte del grupo musical Schneider TM y el anteriormente mencionado Michael Muehlhaus en bajo. En septiembre de 1998, realiza una nueva gira por su país, Austria y Suiza junto a otras bandas berlinesas como Quarks, Jo Tabu y Fuschimuschi. En octubre del mismo año, lanza Vermona ET 6-1 bajo el sello Monika Enterprise. Un año después sale Fan N° 1 Rmx EP con remixes de Console y
Heimtrainer, Robert Lippok, Schlammpeitziger, Michael Muehlhaus y Jo Tabu. En 2000 graba un nuevo álbum titulado Fjorden, este disco contó con la colaboración de Pole y su amigo Robert Lippok. En 2001, sale a la venta Eine Verabredung EP, el cual estuvo acompañado por una serie de recitales en Glasgow y Londres. Un año después, graba Nichts Muss coproducido con Stefan Betke, incluye canciones como Aus heiterem himmel y Gute nacht, fue lanzado en marzo de 2003. Durante 2004, participó junto a Maximilian Hecker de una serie de recitales organizado por el instituto Goethe. En mayo de 2006 lanzaría junto a Robert Lippok el álbum Tesri. Poco tiempo después, regresa con nuevo disco solista al que tituló The grass is always greener.

## Discografía

### Álbumes
- Plastikreport 1997 (mini-CD)
- Vermona ET 6-1 1998
- Fjorden 2000
- Nichts muss 2003
- Tesri 2006 (junto a Robert Lippok)
- The grass is always greener 2006
- BM 2008
- Fan N° 2 2010

### SencillosyEP
- Enter the partyzone 1996
- Fan N° 1 Rmx EP 1999
- Eine Verabredung 2001
- Seasons 2002 (junto a Robert Lippok)
- Aus Heiterem Himmel (remixes) 2003
- The Operator 2006

### DVD
- Kleiner Ausschnitt 2003